# Weyma Lübbe
Weyma Lübbe (* 18. Dezember 1961 in Münster) ist eine deutsche Philosophin und Hochschullehrerin.

## Leben
Lübbe zog mit ihrer Familie in ihrer Kindheit in die Schweiz. Ihr Vater ist der Philosoph Hermann Lübbe, ihre eine Schwester ist die Professorin und frühere Bundesverfassungsrichterin Gertrude Lübbe-Wolff und ihre andere Schwester die Jura-Professorin Anna Lübbe.
Nach ihrer Schulzeit studierte sie Philosophie, Soziologie, Literaturwissenschaften, Volkswirtschaftslehre in Zürich, Konstanz und München. An der Universität Konstanz promovierte sie 1989 im Fach Philosophie mit einer Schrift über „Legitimität kraft Legalität“. 1997 habilitierte sie sich dort mit „Verantwortung in komplexen kulturellen Prozessen“.
Lübbe erhielt 1999 eine Anstellung als Hochschullehrerin im Fachbereich Philosophie an der Universität Leipzig. 2009 wechselte sie als Hochschullehrerin für Philosophie an die Universität Regensburg.
Lübbe war von 2008 bis 2012 Mitglied im Deutschen Ethikrat. Seit März 2011 ist sie Mitglied der Ethikkommission für sichere Energieversorgung.
Zu ihren Forschungsgebieten gehören Themen der Rechtsphilosophie, Sozialphilosophie und der Politischen Philosophie sowie der Ethik und Angewandten Ethik. 1999 wurde sie mit dem Rudolf-Meimberg-Preis der Mainzer Akademie der Wissenschaften und der Literatur ausgezeichnet. 2009 erhielt sie den Preis der Berlin-Brandenburgischen Akademie der Wissenschaften.